# Meschduretschje (Kaliningrad, Gussew)
Meschduretschje (russisch Междуречье, deutsch Groß Pillkallen, 1938–1945 Kallenfeld, litauisch Didysis Pilkalnis) ist ein Ort in der russischen Oblast Kaliningrad im Rajon Gussew. Der Ort gehört zur kommunalen Selbstverwaltungseinheit Stadtkreis Gussew. Sein Hauptsiedlungsbereich erfasst jetzt den ehemaligen deutschen Ort Kauschen am anderen Ufer des Eimenfließes (ru. Uljanowka).

## Geographische Lage
Meschduretschje liegt am Flüsschen Eimenfließ (1938–1945 Lehmgraben, heute russisch: Uljanowka) an der russischen Fernstraße A 198 (27A-040, einstige deutsche Reichsstraße 132) etwa in der Mitte zwischen den Städten Sowetsk (Tilsit) und Gussew (Gumbinnen). Eine Bahnanbindung bestand vor 1945 mit der Bahnstation Kraupischken (1938 bis 1946: Breitenstein, heute russisch: Uljanowo) an den Bahnstrecken Insterburg–Kraupischken/Breitenstein sowie Ragnit–Kraupischken/Breitenstein der Insterburger Kleinbahnen. Beide sind jetzt außer Betrieb.

## Geschichte
Im Jahr 1947 wurde der Ort Groß Pillkallen in Meschduretschje umbenannt und in den Dorfsowjet Maiski selski Sowet im Rajon Gussew eingeordnet. Später übernahm Meschduretschje auch noch den ehemaligen deutschen Ort Kauschen. Der Ort Kauschen war 1947 zunächst in Kischino umbenannt worden und in den Uljanowski selski Sowet im Rajon Sowetsk eingeordnet worden. Von 2008 bis 2013 gehörte Meschduretschje zur Landgemeinde Kubanowskoje selskoje posselenije und seither zum Stadtkreis Gussew.

### Groß Pillkallen
Zum ersten Male urkundlich erwähnt wurde das spätere Dörfchen Groß Pillkallen im Jahre 1564/1565. Vor 1945 bestand es lediglich aus mehreren kleinen Höfen und Gehöften. Zwischen 1874 und 1945 war Groß Pillkallen in den Amtsbezirk Girrehnen (heute russisch: Griwino) eingegliedert, der – von 1939 bis 1945 in „Amtsbezirk Kallenfeld“ umbenannt – zum Kreis Ragnit, ab 1922 zum Landkreis Tilsit-Ragnit im Regierungsbezirk Gumbinnen der preußischen Provinz Ostpreußen gehörte.
In Groß Pillkallen waren im Jahre 1910 144 Einwohner registriert. Ihre Zahl stieg bis 1933 auf 144 und betrug – nachdem das Dorf 1938 in „Kallenfeld“ umbenannt worden war – im Jahre 1939 noch 140. Im Jahre 1945 kam das Dorf in Kriegsfolge mit dem nördlichen Ostpreußen zur Sowjetunion.

## Kirche
Der weitaus größte Teil der Bevölkerung Groß Pillkallens resp. Kallenfelds war vor 1945 evangelischer Konfession. Das Dorf war in das Kirchspiel der Kirche Kraupischken (der Ort hieß zwischen 1938 und 1946: Breitenstein, heute russisch: Uljanowo) eingepfarrt, die Teil des Kirchenkreises Pillkallen (Schloßberg) in der Kirchenprovinz Ostpreußen der Kirche der Altpreußischen Union war. Heute liegt Meschduretschje im Einzugsbereich der in den 1990er Jahren neu entstandenen evangelisch-lutherischen Gemeinde in Sabrodino (Lesgewangminnen, 1938–1946 Lesgewangen) innerhalb der Propstei Kaliningrad (Königsberg) der Evangelisch-lutherischen Kirche Europäisches Russland.